# Boris Grishayev
Boris Andreyevich Grishayev  (né le 21 juin 1930 à Volgograd et mort en 1999) est un athlète russe, spécialiste des courses de fond.

## Biographie
Concourant sous les couleurs de l'URSS, il remporte la médaille d'argent du marathon lors des championnats d'Europe de 1954, à Berne, devancé par le Finlandais Veikko Karvonen.
Il participe au marathon des Jeux olympiques de 1956, à Melbourne, où il est contraint à l'abandon.

### Palmarès
| Date | Compétition           | Lieu  | Résultat | Épreuve  | Performance     |
| ---- | --------------------- | ----- | -------- | -------- | --------------- |
| 1954 | Championnats d'Europe | Berne | 2e       | Marathon | 2 h 24 min 55 s |

### Records
| Épreuve  | Performance    | Lieu | Date |
| -------- | -------------- | ---- | ---- |
| Marathon | 2 h 23 min 2 s |      | 1957 |